# Chi Ốc tử
Ốc tử (danh pháp khoa học: Cochlospermum) là tên một chi thực vật thuộc họ Điều nhuộm (Bixaceae); tuy nhiên nhiều phân loại đặt chi này trong họ Huỳnh hoa đăng (Cochlospermaceae).

## Danh sách loài
- Cochlospermum angolense
- Cochlospermum argentinense
- Cochlospermum balicum
- Cochlospermum cadinae
- Cochlospermum codinae
- Cochlospermum fraseri
  - Cochlospermum fraseri subsp. fraseri
  - Cochlospermum fraseri subsp. heteronemum
- Cochlospermum gilivraei
- Cochlospermum gillivraei
  - Cochlospermum gillivraei subsp. gillivraei
  - Cochlospermum gillivraei subsp. gregorii
- Cochlospermum gossypium
- Cochlospermum gregorii
- Cochlospermum heteronemum
- Cochlospermum heteroneurum
- Cochlospermum hibiscoides
  - Cochlospermum hibiscoides var. dasycarpum
  - Cochlospermum hibiscoides var. gymnocarpum
- Cochlospermum incanum
- Cochlospermum insigne
  - Cochlospermum insigne var. mattogrossensis
  - Cochlospermum insigne var. pohlianum
- Cochlospermum intermedium
- Cochlospermum luetzeiburgii
- Cochlospermum luetzelburgii
- Cochlospermum niloticum
- Cochlospermum orinoccense
- Cochlospermum parkeri
- Cochlospermum parkiaefolium
- Cochlospermum planchoni
- Cochlospermum potentilloides
- Cochlospermum regium
- Cochlospermum religiosum
- Cochlospermum serratifolium
- Cochlospermum tetraporum
- Cochlospermum tetrasporum
- Cochlospermum tinctorium
- Cochlospermum trilobum
- Cochlospermum triphyllum
- Cochlospermum vitifolium
- Cochlospermum wentii
- Cochlospermum williamsii
- Cochlospermum wittei
  - Cochlospermum wittei subsp. incanum
- Cochlospermum zahlbruckneri

## Hình ảnh

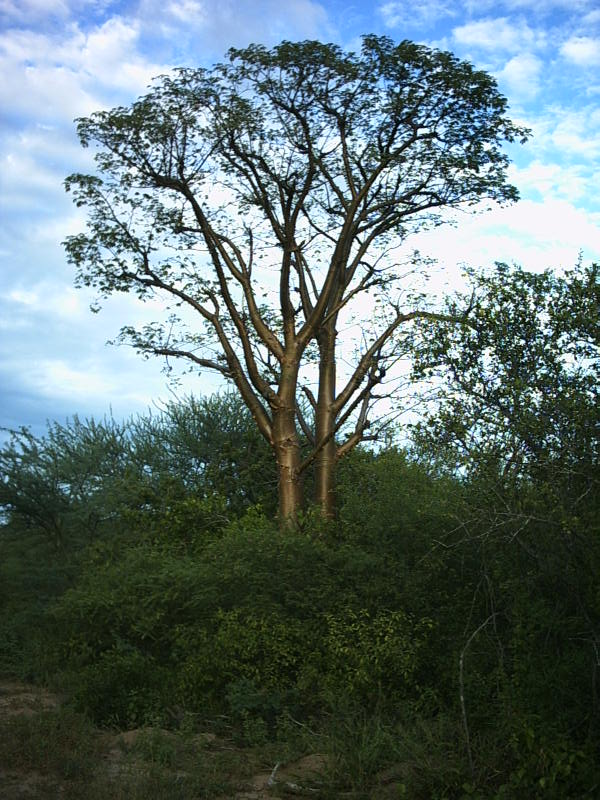
Cochlospermum tetraporum
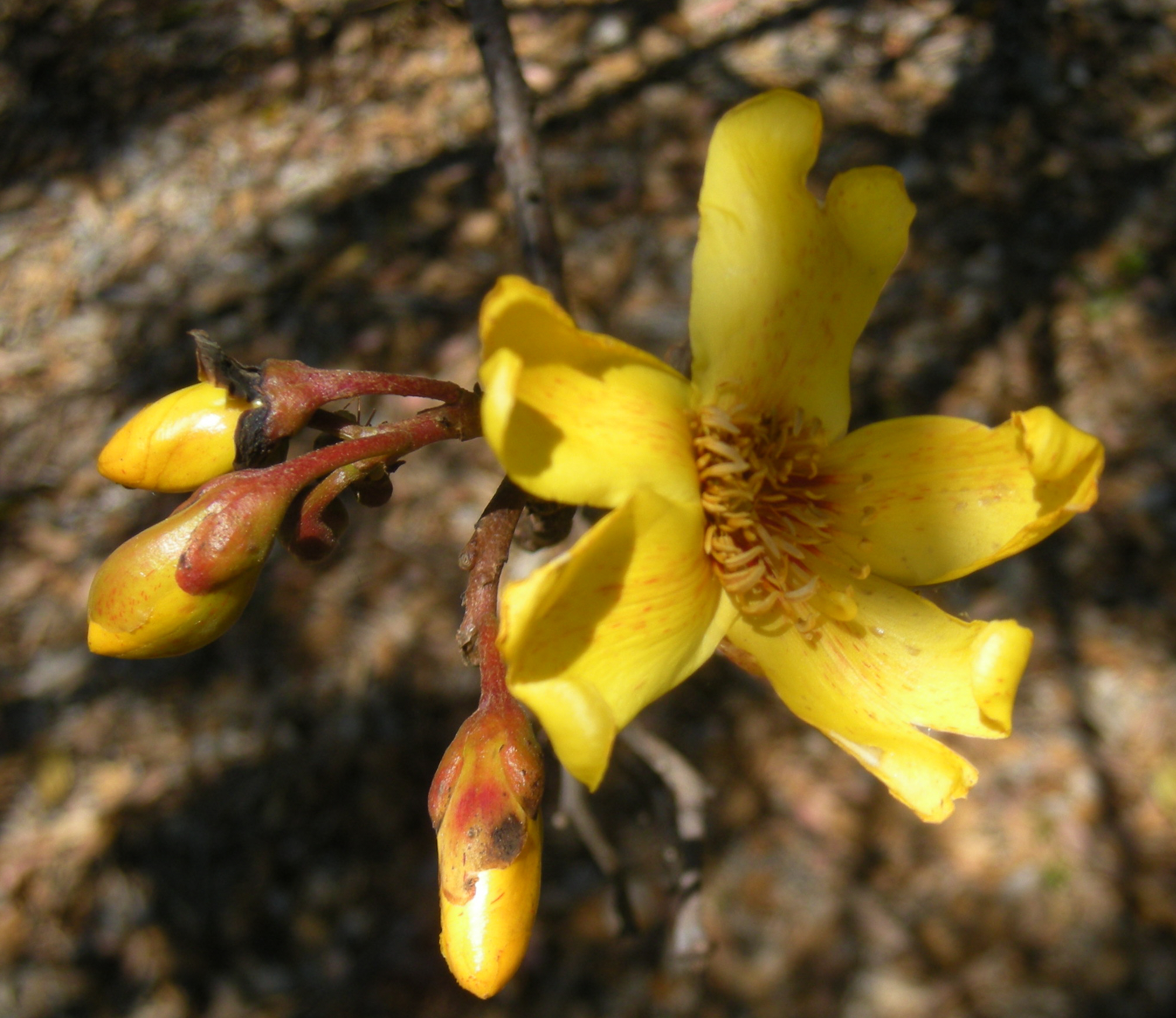
Cochlospermum fraseri
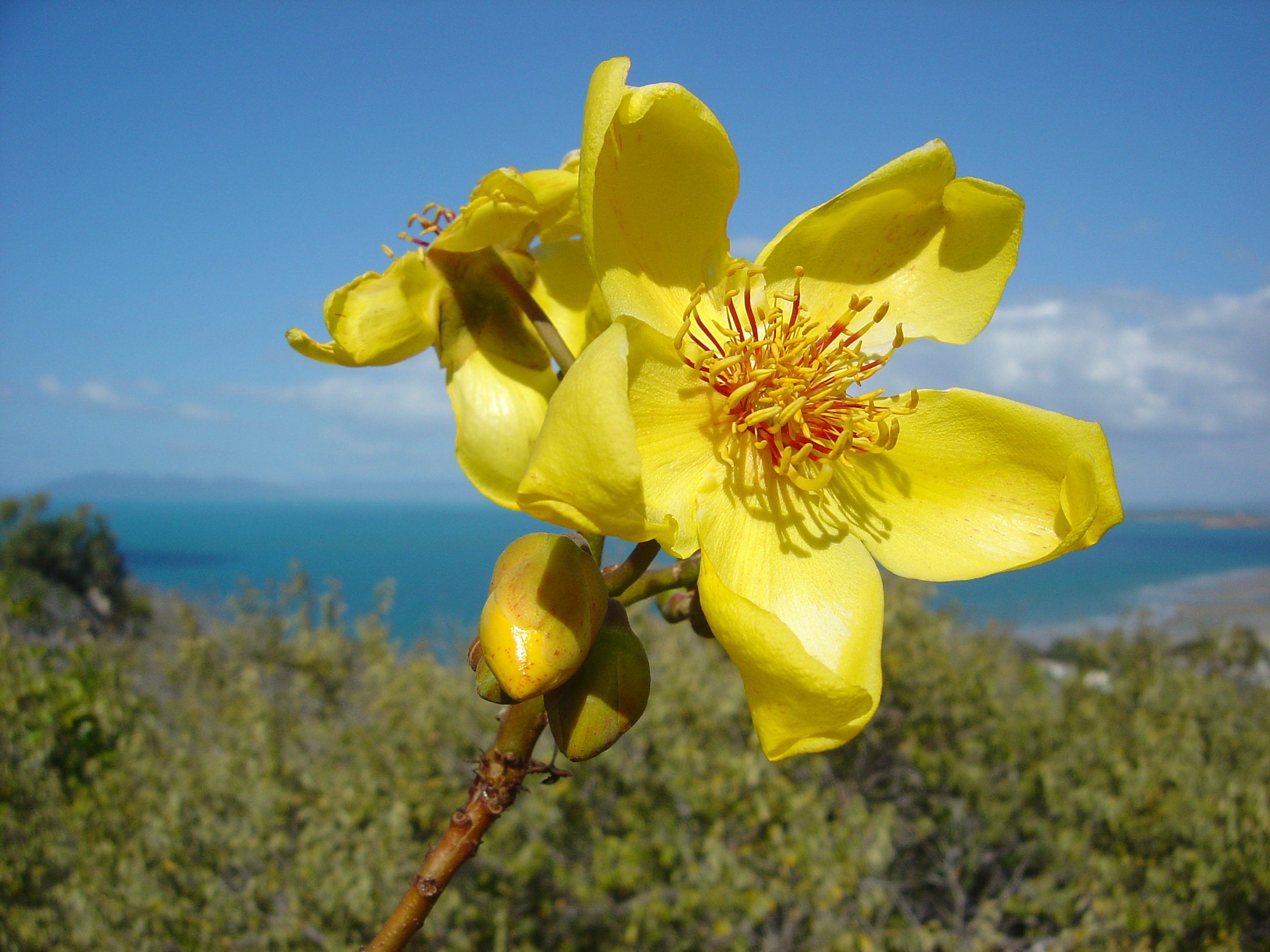
Cochlospermum gillivraei
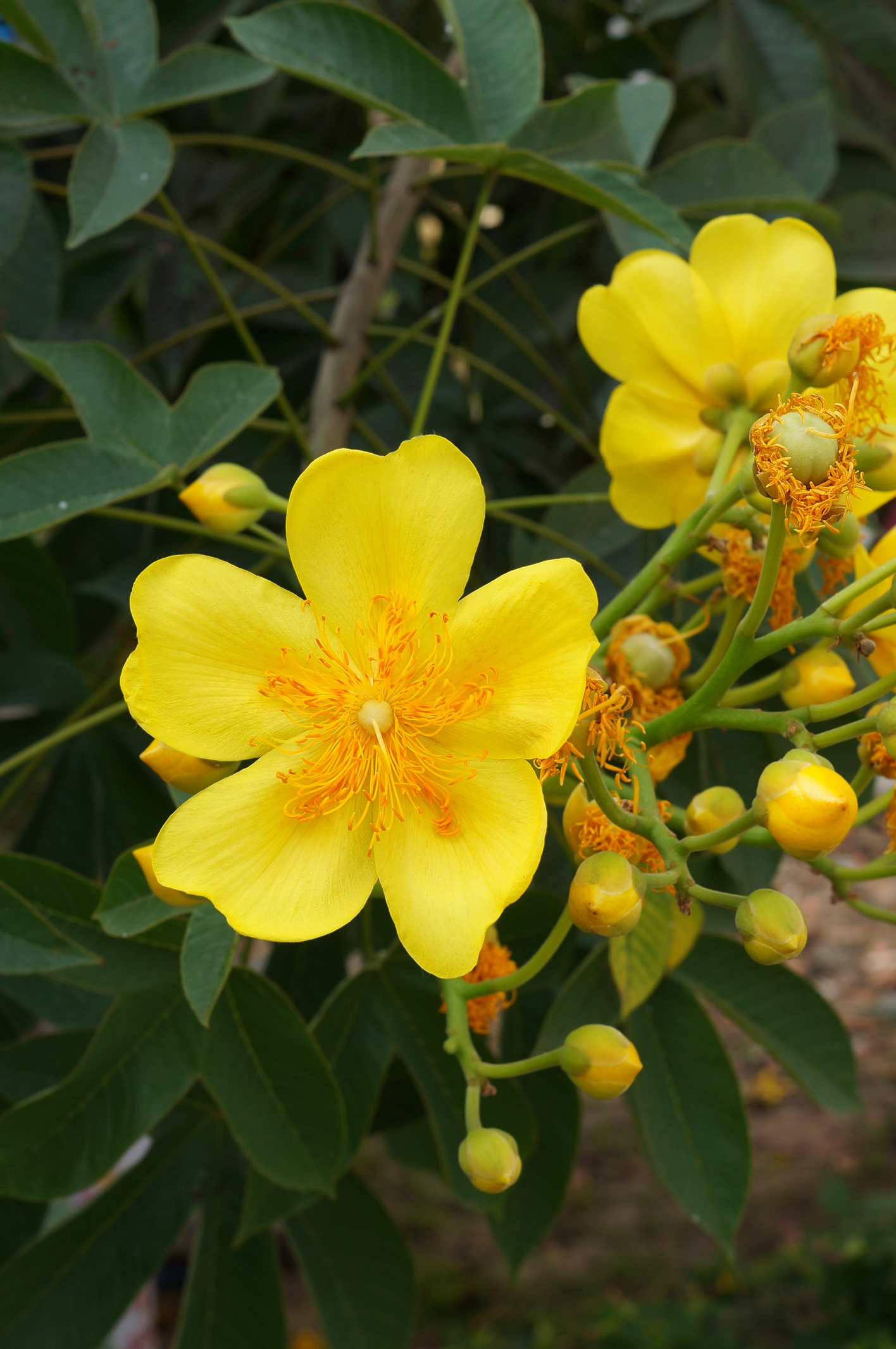
Ốc tử (Cochlospermum religiosum)
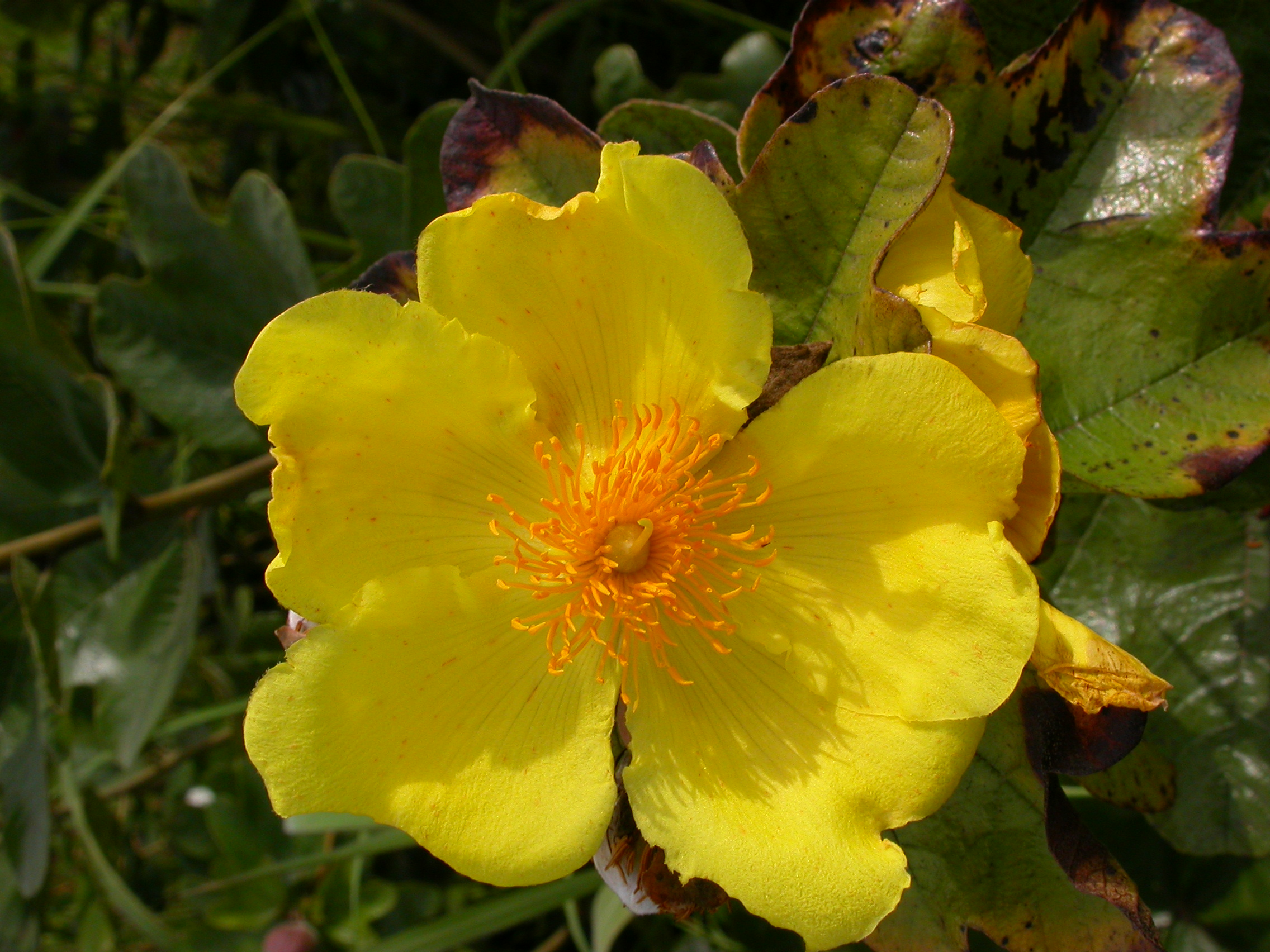
Cochlospermum planchonii